# Dębica (comune rurale)
Dębica è un comune rurale polacco del distretto di Dębica, nel voivodato della Precarpazia. Ricopre una superficie di 137,62 km² e nel 2004 contava 24 282 abitanti. Il capoluogo è Dębica, che non fa parte del territorio ma costituisce un comune a sé.